# Tazarka
Tazarka o Tazerka (in arabo تازركة‎?, Tāzarka) è una cittadina tunisina situata a 66 chilometri a SE di Tunisi, nel governatorato di Nabeul. Nel 2014 contava 9 388 abitanti.

## Storia
La municipalità ha una storia relativamente recente: è stata creata nel 1966.